# Justițiarii din Tokio
Justițiarii din Tokio (東京卍リベンジャーズ Tōkyō Ribenjāzu?) este o serie manga scrisă și ilustrată de Ken Wakui. A fost serializată în revista Weekly Shōnen începând cu martie 2017 până în noiembrie 2022 cu 31 de volume tankōbon. Seria este tradusă în limba română de către editura Nemira, în prezent fiind traduse 8 volume. Povestea este centrată pe Takemichi Hanagaki, un băiat de 26 de ani. Fosta lui iubită, Hinata Tachibana este ucisă de banda Manji din Tokio. Următoarea zi, Takemichi e împins în fața metroului. Chiar când era să fie lovit, se întoarce 12 ani în trecut, când era împreună cu Hinata. Acesta decide să facă tot ce poate pentru a salva-o.
Un serial anime produs de Liden Films a difuzat din aprilie până în septembrie 2021 pe Crunchyroll cu titlul Tokyo Revengers. Un al doilea sezon a difuzat din ianuarie până în aprilie 2023, iar al treilea din octombrie până în decembrie 2023 pe Disney+ cu titlul Răzbunătorii din Tokio. Un film live-action a fost lansat în cinematografele japoneze în iulie 2021, cu 2 continuări în aprilie și iunie 2023.